# Hongaarse Opstand

Beelden van de Hongaarse Opstand

De Hongaarse Opstand was een massale volksopstand die duurde van 23 oktober tot 10 november 1956. De opstand ontstond spontaan en was gericht tegen het stalinistische bewind in de Volksrepubliek Hongarije.

## Aanloop
De opstand begon als een vreedzame betoging van enkele duizenden studenten van de Technische universiteit van Boedapest, die hun solidariteit wilden betonen met de inwoners van het Poolse Poznań, waar een bloedige opstand in juni was neergeslagen. Aanvankelijk werden (voorzichtige) leuzen geroepen over steun aan de Poolse betogers maar naarmate de sfeer grimmiger werd werden directe anti-Sovjetleuzen geroepen zoals "Russen naar Rusland" en "Imre Nagy aan de macht". Ondertussen hadden tienduizenden inwoners van Boedapest zich spontaan aangesloten bij de studenten, die richting het parlement liepen.
Vlaggen met het staatswapen werden neergehaald en het embleem van de volksrepubliek werd eruit geknipt. De gehate rode sterren op officiële gebouwen werden neergehaald.
Op het centrale Heldenplein in Boedapest werd het standbeeld van Stalin omvergehaald. Partijleider Ernő Gerő hield op de radio een toespraak die de vlam in de pan deed slaan en van de betoging een revolutie maakte. Gerő noemde de betogers volksvijanden die er enkel op uit waren om de "macht van de arbeidersklasse te ondergraven" en "de banden tussen onze partij en de roemrijke Sovjet-Unie te verbreken".
Kort daarop werd er voor het eerst geschoten in Boedapest. Het leger begon aan de opstandelingen wapens uit te delen. Betogers koelden hun woede op kazernes waar leden van de gehate ÁVH (Államvédelmi Hatóság, de geheime politie) waren gelegerd. Door gevechten met de opstandelingen werden de aanwezige Sovjettroepen gedwongen zich tot buiten Boedapest terug te trekken.

## Aftreden regering
De regering riep de Sovjet-Unie te hulp. Op 24 oktober vielen betogers echter het parlement binnen en dit dwong de regering af te treden. Ernő Gerő en András Hegedüs, op dat moment premier, vluchtten naar de Sovjet-Unie. Imre Nagy werd de nieuwe premier. De opstand leek eind oktober, begin november zelfs te slagen: de nieuwe regering trad uit het Warschaupact en kondigde een neutrale status aan om de Sovjet-Unie geen gezichtsverlies te bezorgen en niet het gevoel te geven dat ze bedreigd zou worden. Intussen werden ook de gevangenissen bestormd en gevangenen, onder wie kardinaal József Mindszenty bevrijd. Van 28 oktober tot 4 november werd er ook niet gevochten.

## Russische inval op 4 november
De leiding van de Sovjet-Unie kon echter een neutraal en een potentieel op het Westen gericht vijandig land aan de Sovjetgrens niet gebruiken. Als eerste maatregel werd op 3 november een Hongaarse delegatie onder leiding van minister van Defensie Pál Maléter, die kwam onderhandelen, gearresteerd. Een dag later, op 4 november 1956, vielen troepen van het Warschaupact het land binnen, en sloegen de opstand, die 13 dagen geduurd had, neer. De licht bewapende opstandelingen konden niet op tegen de Sovjets die zeventien zwaarbewapende divisies inzetten. Boedapest werd omsingeld en de tanks reden de straten binnen. Hongaren trachtten ze met molotovcocktails tegen te houden, terwijl de radio steeds indringender het Westen om hulp vroeg. Bij de gevechten kwamen naar schatting vijfentwintighonderd Hongaarse burgers om het leven. Het aantal doden aan de zijde van de Sovjet-Unie wordt geschat op bijna achthonderd.

## Buitenlandse reacties
Op internationaal niveau waren de reacties op de inval van de Sovjet-Unie heftig, maar uiteindelijk weinig doortastend. Er waren wereldwijd protesten in hoofdsteden. De Amerikaanse president Dwight D. Eisenhower durfde zich niet in het conflict te mengen uit angst voor een escalatie van het conflict dat zou kunnen leiden tot een oorlog tussen de Sovjet-Unie en de Verenigde Staten. Hongarije behoorde immers onbetwist tot de officieus door de Verenigde Staten erkende invloedssfeer van de Sovjet-Unie, en grensde bovendien aan dit land. Men vermoedde dat de Sovjet-Unie daarom militaire assistentie aan de opstand niet zou accepteren, en wellicht hard zou terugslaan.
Een andere belemmerende factor was de inval in Egypte en bezetting van het Suezkanaal door Israël, Groot-Brittannië en Frankrijk. Deels werd de aandacht van het Hongaarse conflict afgeleid, deels ontnam het de betrokken naties het morele gezag om de Sovjet-inval in felle bewoordingen te veroordelen, en eventueel actie te ondernemen.
Tijdens de opstand riep Radio Free Europe (RFE) de Hongaarse bevolking op om zich te verzetten. RFE was een door het Westen ondersteund radiostation dat zich richtte op de bevolking van de satellietstaten van de Sovjet-Unie. Achteraf kreeg het station de kritiek dat zij de indruk hadden gegeven dat de NAVO of de Verenigde Naties Hongarije te hulp zouden komen, en dat daarom de opstandelingen bleven doorvechten.
Nederland besloot in reactie op de inval de Olympische Spelen in Melbourne te boycotten. Ook Spanje en Zwitserland kozen hiervoor.

## Gevolgen
De opstand kostte duizenden het leven en meer dan 200.000 Hongaren werden gedwongen om Hongarije te verlaten. Premier Nagy vluchtte naar de Joegoslavische ambassade. Toen hij deze wilde verlaten werd hij echter gevangengenomen. Na een proces werd hij in juni 1958 geëxecuteerd. Kardinaal József Mindszenty vluchtte naar de Amerikaanse ambassade. Hij zou daar vijftien jaar verblijven. In Hongarije zelf werden ruim dertienduizend mensen gevangengezet. Daarvan zijn er naar schatting 350 geëxecuteerd.
De nieuwe regering was een repressief communistisch regime onder leiding van János Kádár. Later werd dit iets verlicht ("Goulash-communisme"), maar de Hongaren zouden altijd een wrok tegen hem blijven houden.

## Nasleep
In december 1991 bood de Sovjet-Unie officieel haar excuses aan voor de inval. Dit deed zij in de preambule van het verdrag dat leidde tot de ontmanteling van de Sovjet-Unie. De Russische president Boris Jeltsin zou de excuses herhalen in een toespraak voor het Hongaarse parlement eind 1992.
In 2012 werd de enige nog levende Hongaarse communistische functionaris uit 1956 en daarna, oud-minister van binnenlandse zaken Bela Kiszbu, daags voor zijn 91e verjaardag gearresteerd. Hij werd medeverantwoordelijk gehouden voor de repressie tijdens en de represailles na de opstand. Zo zou hij in het noorden van het land hebben laten schieten op demonstrerende burgers, waarbij 49 doden vielen. Bisku werd eerst tot vijf jaar gevangenisstraf veroordeeld en later tot twee jaar. Tijdens het hoger beroep overleed hij op 94-jarige leeftijd.